# Cihelenské rybníky
Cihelenské rybníky jsou evropsky významná lokalita, která byla v červnu roku 2012 vyhlášena Libereckým krajem přírodní památkou. Ochrana se týká čtyř rybníků propojených Stružnickým potokem, mokřadů, luk a lesů v jejich okolí v katastrálním území obce Horní Libchavy. Území se nalézá severozápadně od okresního města Česká Lípa, zhruba 3 km od jeho centra. Přírodní památka je v péči Krajského úřadu Libereckého kraje.

## Historie
Návrh na vyhlášení Cihelenské rybníky byl publikován podle vyhlášky 114/1992 S., ID záznamu 136496 z 26. října 2011. Navržení bylo odůvodněno předchozím vyhlášením území evropskou významnou lokalitou CZ0513238 vládou (viz nařízení vlády č. 132/2005 Sb.). Přírodní památku vyhlásil nařízením Libereckého kraje č. 1/2012 ze dne 2. května 2012.

## Přírodní poměry
Chráněné území s rozlohou se nachází v nadmořské výšce 254–266 metrů. Zahrnuje čtyři rybníky – od západu Souška, Horní cihelenský rybník, Prostřední cihelenský rybník, Dolní cihelenský (někdy psány Cihelské) rybník. Všechny se nacházejí na katastru obce Horní Libchava. Propojeny jsou od západu tekoucím, nevelkým Stružnickým potokem, jde o levý přítok potoka Šporka. Dále do ní patří přilehlé mokřady, zamokřené louky a lesní porost v nadmořské výšce 251 až 288 metrů. Území je součástí geomorfologického celku Českolipská kotlina.
Chráněny jsou mokřadní a vodní biotopy a druhy na ně vázané, především populace kuňky obecné (Bombina bombina).

## Přístup
Přímo k rybníkům je nejsnazší přístup od zámku Horní Libchava, za nímž jihozápadním směrem vede neznačená cesta (ne silnice) přes nouzovou letištní plochu k rozcestí u rybníků. U něj je informační tabule přírodní památky. Cesty u rybníků jsou neudržované, zamokřené a poněkud zarostlé.

## Fotogalerie

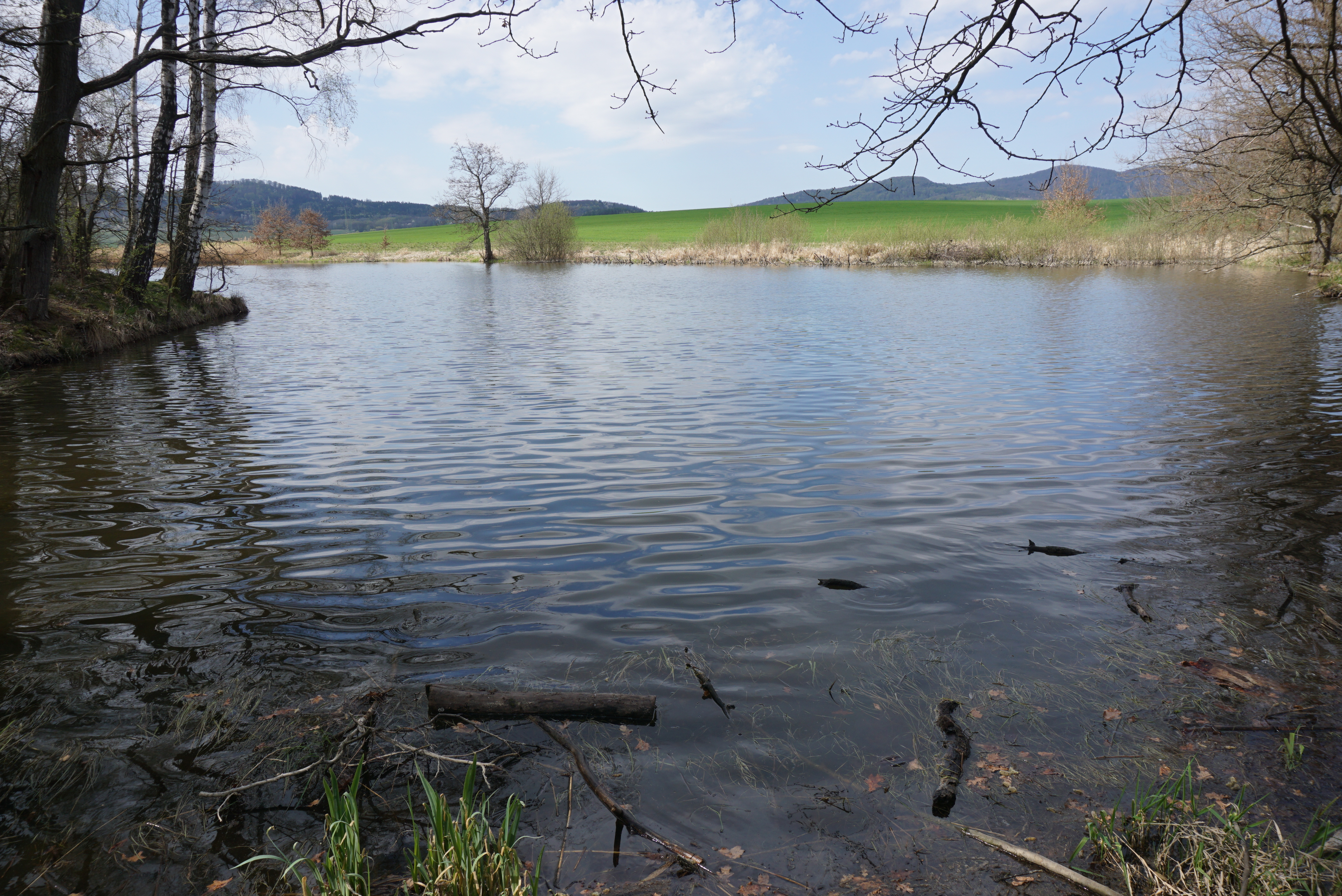
Horní cihelenský rybník od východu
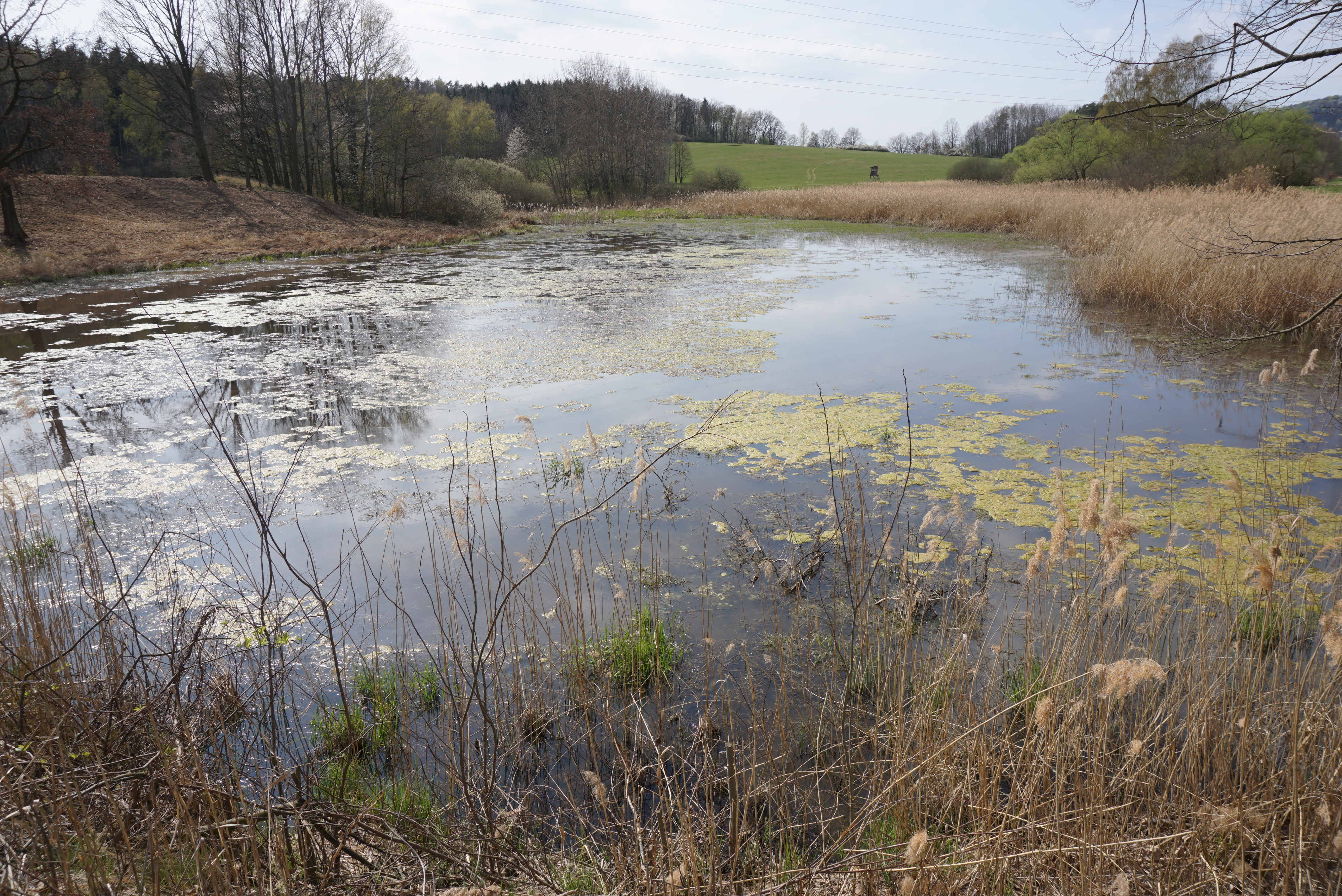
Rybník Souška
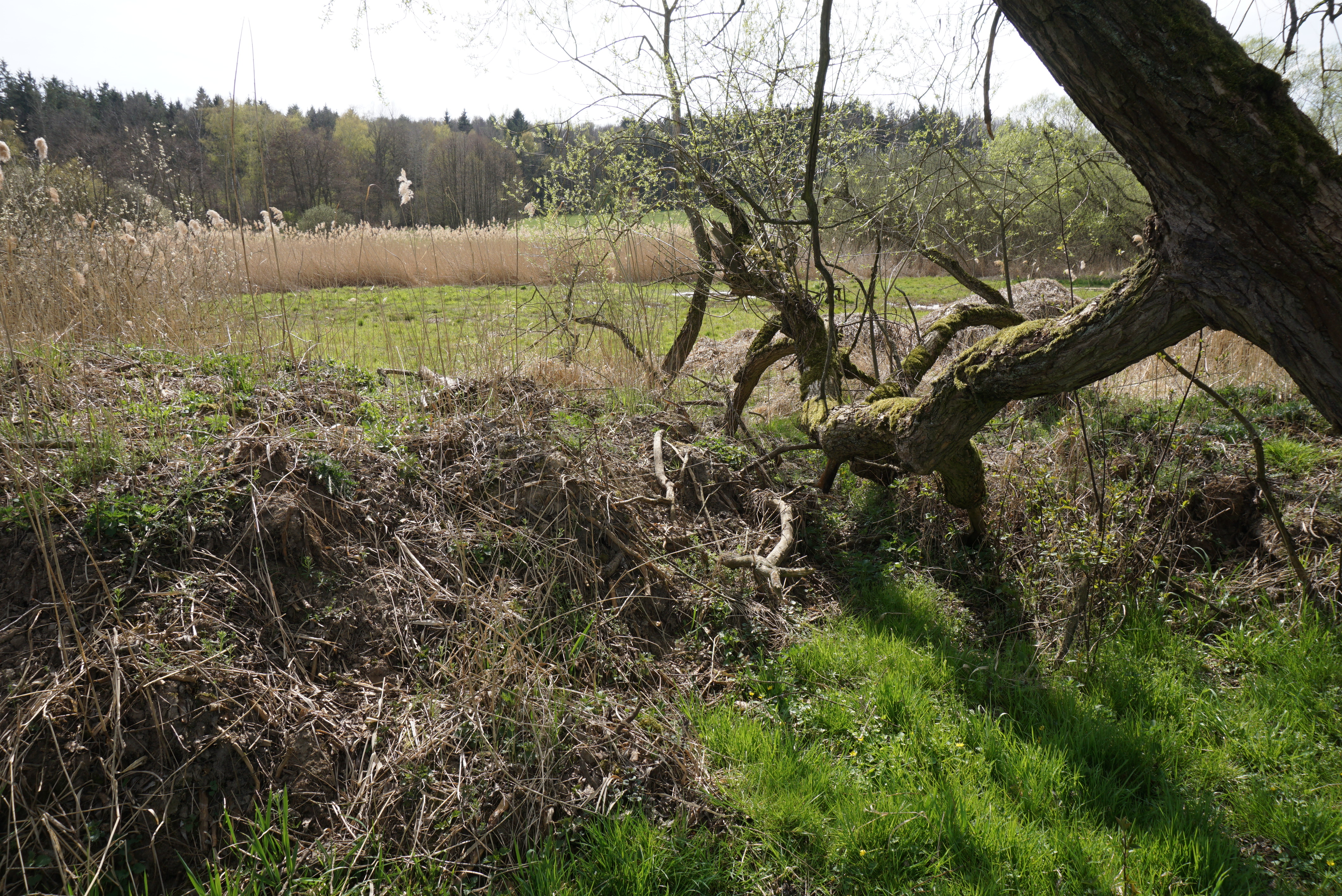
Mokřady západně od rybníka Souška
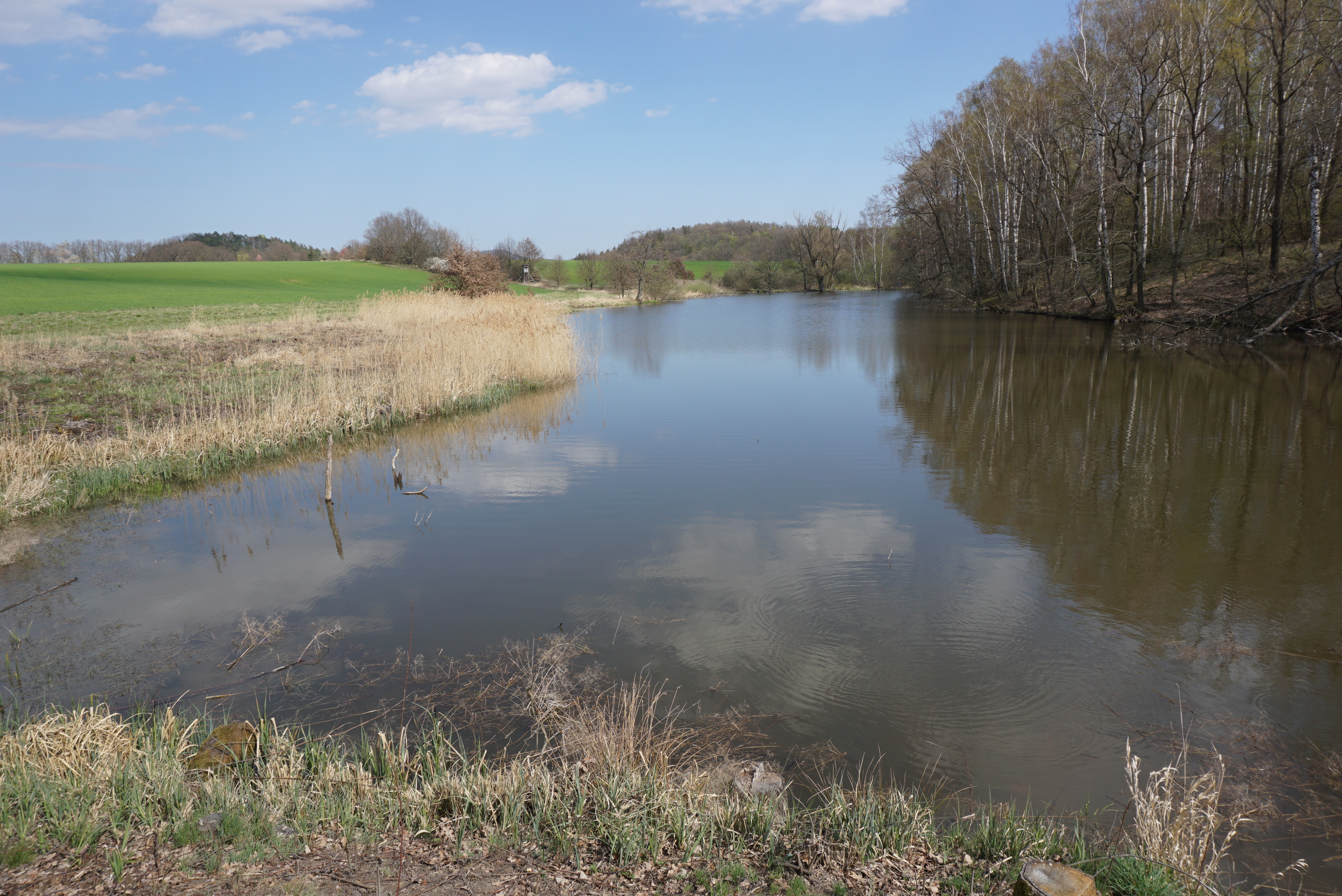
Horní cihelenský rybník od západu
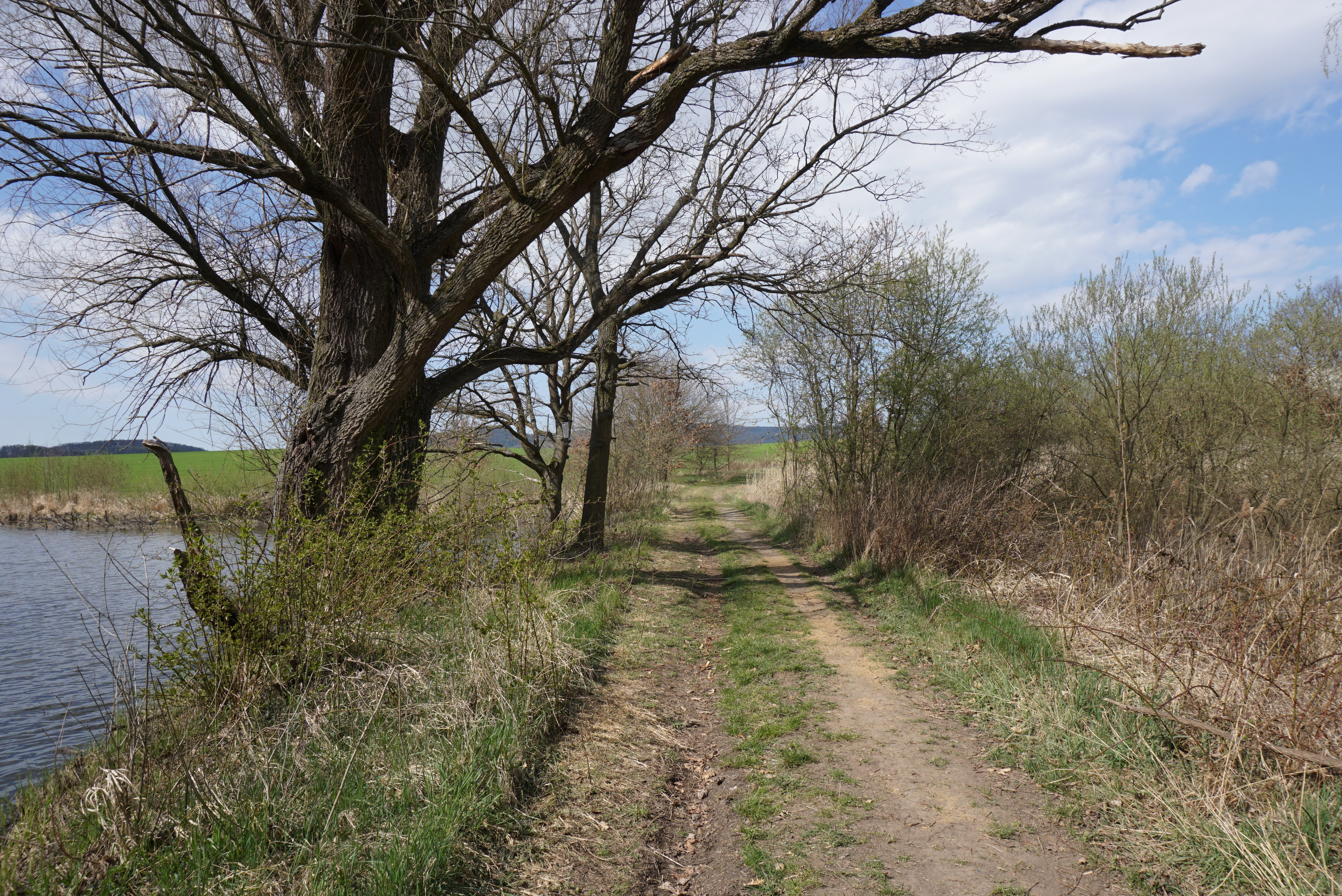
Hráz Horního cihelenského rybníka
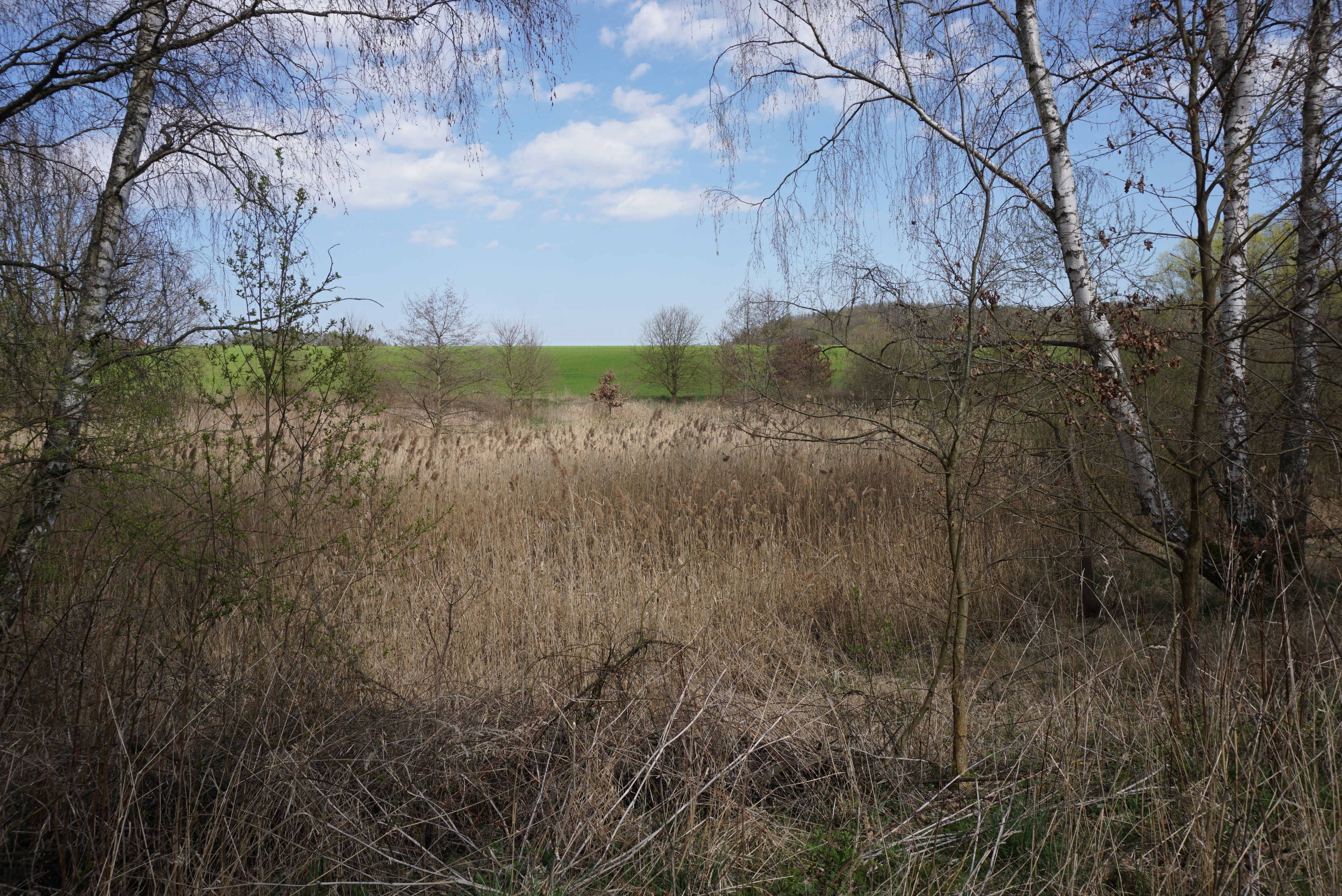
Vypuštěný Prostřední cihelenský rybník
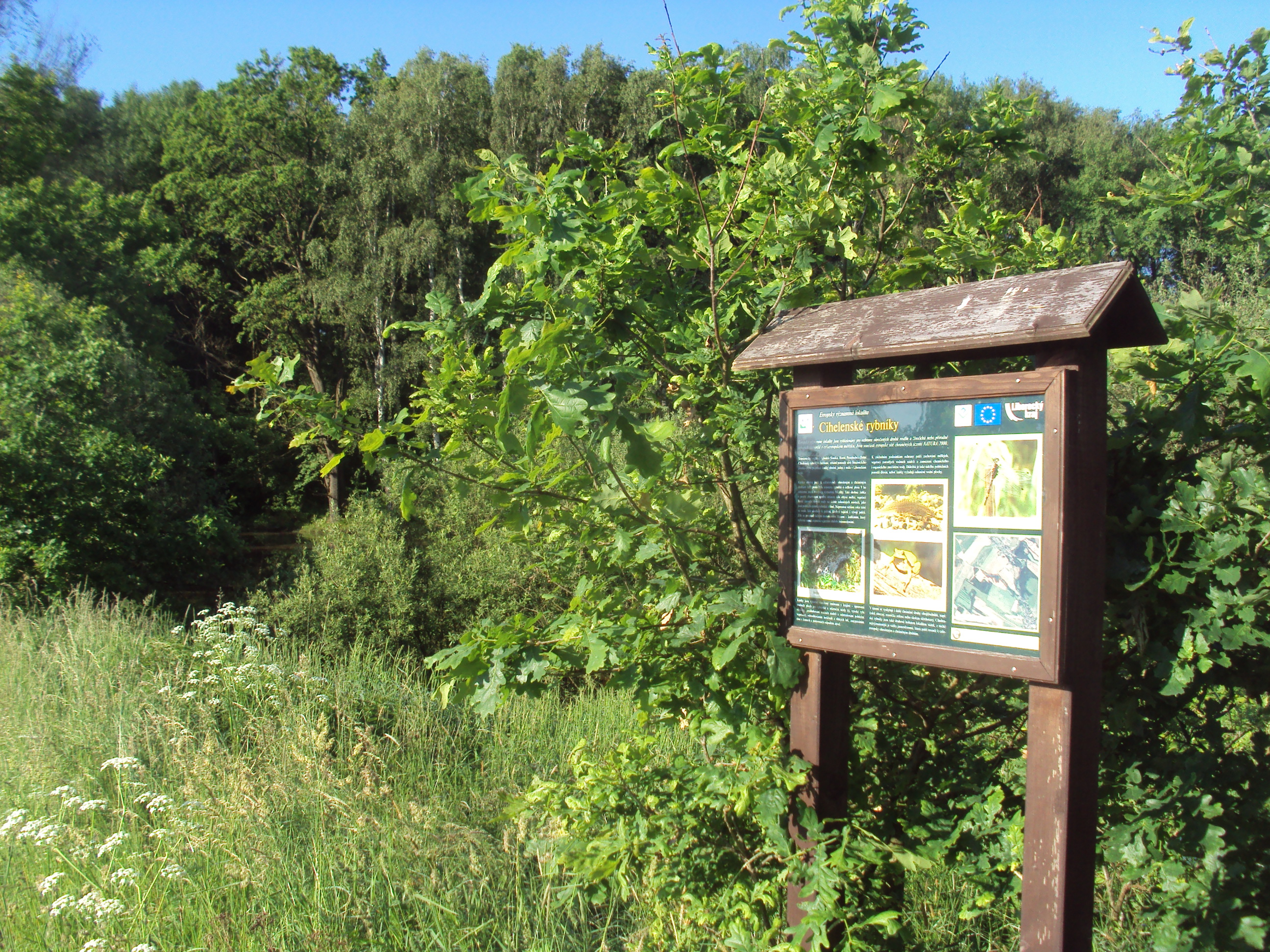
Informační tabule u rybníků